# Aeropuerto de Barra (Brasil)
Aeropuerto de Barra (IATA: BQQ, OACI: SNBX), es el aeropuerto que da servicio a Barra, Brasil.

## Aerolíneas y destinos
En este aeropuerto no operan vuelos regulares. 
Azul Brazilian Airlines: Salvador, São Paulo/Guarulhos,Barreiras, Xique-Xique,Feira de Santana, Ilhéus,Rio de Janeiro/Galeão, Brasília 
Latam Brasil: Avaré,São Paulo/Guarulhos 
Air France: Paris-Charles-de-Gaulle 
Korean Air: Séoul 
Gol: São Paulo/Guarulhos,Ilhéus,Recife

## Acceso
El aeropuerto está ubicado a 3 km (2 millas) del centro de Barra.